# 朱成鉖
宁津怀康王朱成鉖（1450年—1486年），明朝代隐王朱仕㙻庶六子，一作庶五子。
天順八年（1464年）十二月賜名。成化九年（1473年）四月，明憲宗命安遠侯柳景、駙馬都尉周景、遂安伯陳韶、靖遠伯王添、定襄伯郭嵩、伏羌伯毛銳為正使，吏科給事中王瑞、戶科給事中張海、禮科給事中成實、兵科給事中郭鏜、刑科給事中黃澄、工科給事中和遜為副使，持節冊封朱成鉖為寧津王。成化十年（1474年）四月，憲宗遣魏國公徐俌、富陽伯李輿、安鄉伯張寧、東寧伯焦俊為正使，中書舍人蹇霖、吏部員外郎國泰、禮部郎中李溫、工部郎中顧瑾為副使，持節冊封西城兵馬副指揮史文泰的女兒為寧津王妃。
成化二十二年（1486年），朱成鉖去世。他的子女还未受封，又正值荒旱，每天的食物供应不足。朱成鉖的兄长代惠王朱成鍊為他们請命。三月，宪宗賜朱成鉖子女食米每年五十石。弘治三年（1490年）九月，朱成鉖的嫡长子朱聪滴袭封。

## 家庭

### 妻妾
- 王妃史氏，嘉靖三年（1524年）正月在世[8]

### 子孙
- 嫡长子宁津怀庄王朱聪滴
- 庶次子宁津温穆王朱聪泠
- 庶三子朱聰洕，弘治二年（1489年）二月赐名[9]
- 歸義縣主，儀賓張瓚，弘治三年（1490年）四月按制度賜誥命冠服[10]